# Paley
Pour les articles homonymes, voir Paley (homonymie).
Pour les articles ayant des titres homophones, voir Palais et Palet.
Paley est une commune française située dans le département de Seine-et-Marne en région Île-de-France.

## Géographie

### Localisation
La commune est située à environ 15,1 kilomètres au sud-est  de Nemours.

### Communes limitrophes
Les communes limitrophes sont : Villemaréchal, Lorrez-le-Bocage-Préaux, Nanteau-sur-Lunain, Remauville.
| Nanteau-sur-Lunain | Villemaréchal | Lorrez-le-Bocage-Préaux |
| Nanteau-sur-Lunain | Paley         | Lorrez-le-Bocage-Préaux |
| Remauville         | Remauville    | Lorrez-le-Bocage-Préaux |

### Géologie et relief
La commune est classée en zone de sismicité 1, correspondant à une sismicité très faible.

### Hydrographie

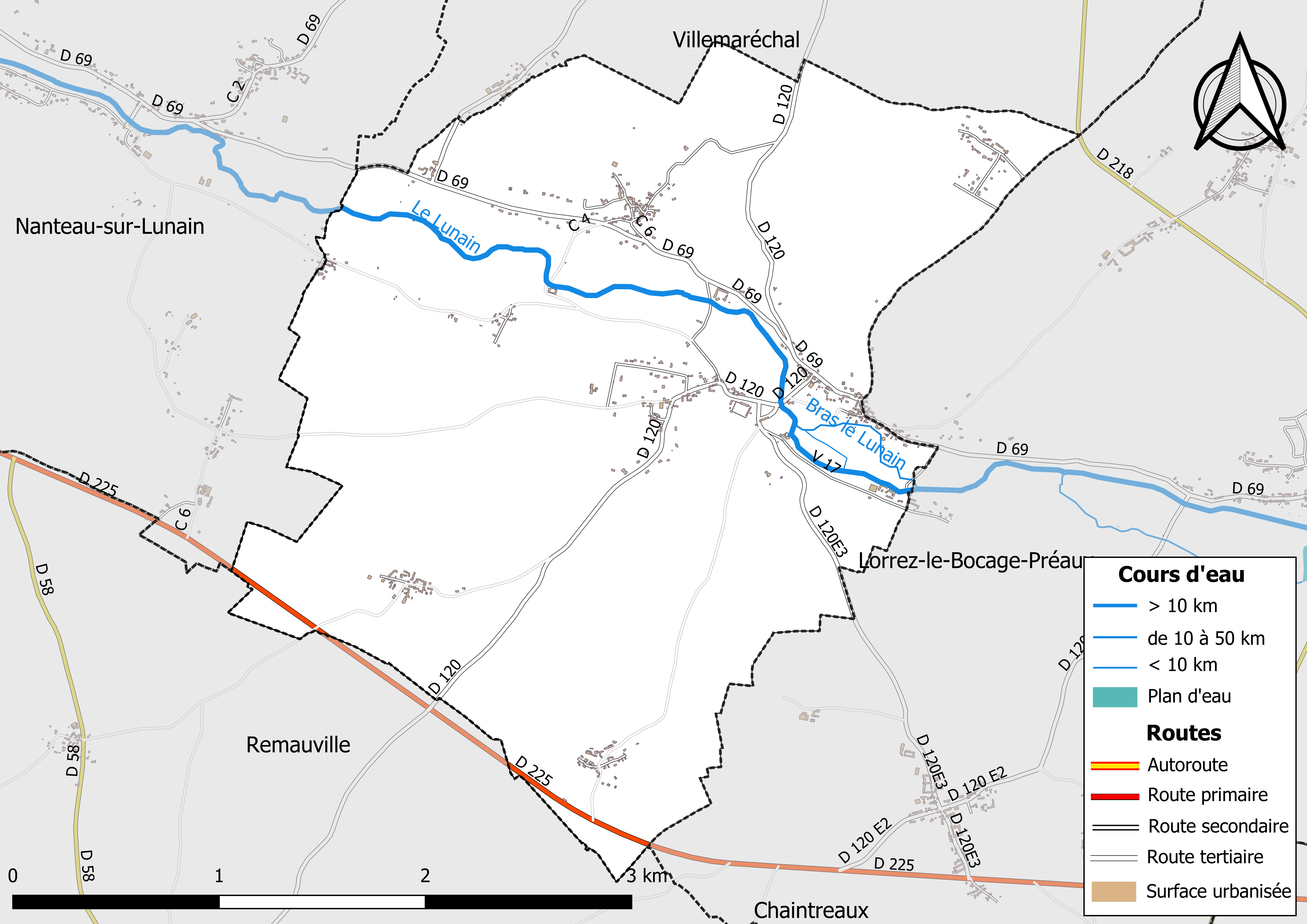
Carte des réseaux hydrographique et routier de Paley.

Le réseau hydrographique de la commune se compose de trois cours d'eau référencés :
- la rivière le Lunain, longue de 51,45 km[2], affluent du Loing, ainsi que :
  - un bras de 0,32 km[Note 1],[3] ;
  - un bras de 0,86 km[4].

La longueur totale des cours d'eau sur la commune est de 4,88 km.

### Climat
Pour des articles plus généraux, voir Climat de l'Île-de-France et Climat de Seine-et-Marne.
En 2010, le climat de la commune est de type climat océanique dégradé des plaines du Centre et du Nord, selon une étude du CNRS s'appuyant sur une série de données couvrant la période 1971-2000. En 2020, Météo-France publie une typologie des climats de la France métropolitaine dans laquelle la commune est exposée à un climat océanique altéré et est dans la région climatique Nord-est du bassin Parisien, caractérisée par un ensoleillement médiocre, une pluviométrie moyenne régulièrement répartie au cours de l’année et un hiver froid (3 °C).
Pour la période 1971-2000, la température annuelle moyenne est de 11,1 °C, avec une amplitude thermique annuelle de 15,7 °C. Le cumul annuel moyen de précipitations est de 732 mm, avec 11 jours de précipitations en janvier et 7,5 jours en juillet. Pour la période 1991-2020, la température moyenne annuelle observée sur la station météorologique la plus proche, située sur la commune de Nemours à 12 km à vol d'oiseau, est de 12,0 °C et le cumul annuel moyen de précipitations est de 690,3 mm,. Pour l'avenir, les paramètres climatiques de la commune estimés pour 2050 selon différents scénarios d'émission de gaz à effet de serre sont consultables sur un site dédié publié par Météo-France en novembre 2022.

### Milieux naturels et biodiversité

#### Réseau Natura 2000

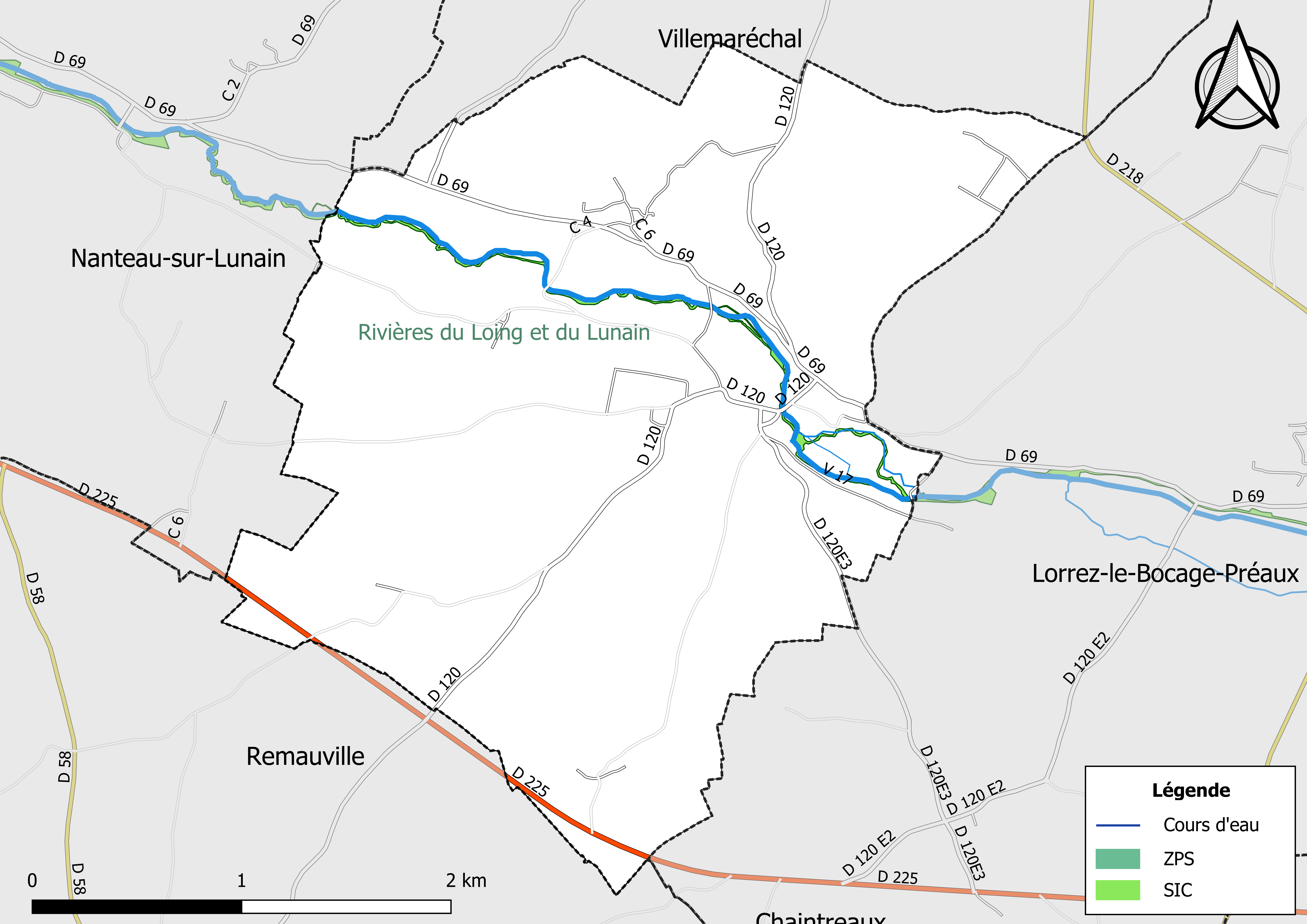
Sites Natura 2000 sur le territoire communal.

Le réseau Natura 2000 est un réseau écologique européen de sites naturels d’intérêt écologique élaboré à partir des Directives « Habitats » et « Oiseaux ». Ce réseau est constitué de Zones spéciales de conservation (ZSC) et de Zones de protection spéciale (ZPS). Dans les zones de ce réseau, les États Membres s'engagent à maintenir dans un état de conservation favorable les types d'habitats et d'espèces concernés, par le biais de mesures réglementaires, administratives ou contractuelles.
Un site Natura 2000 a été défini sur la commune au titre de la « directive Habitats », : 
- les « Rivières du Loing et du Lunain », d'une superficie de 400 ha, deux vallées de qualité remarquable pour la région Île-de-France accueillant des populations piscicoles diversifiées dont le Chabot, la Lamproie de Planer, la Loche de Rivière et la Bouvière[14],[15].

#### Zones naturelles d'intérêt écologique, faunistique et floristique

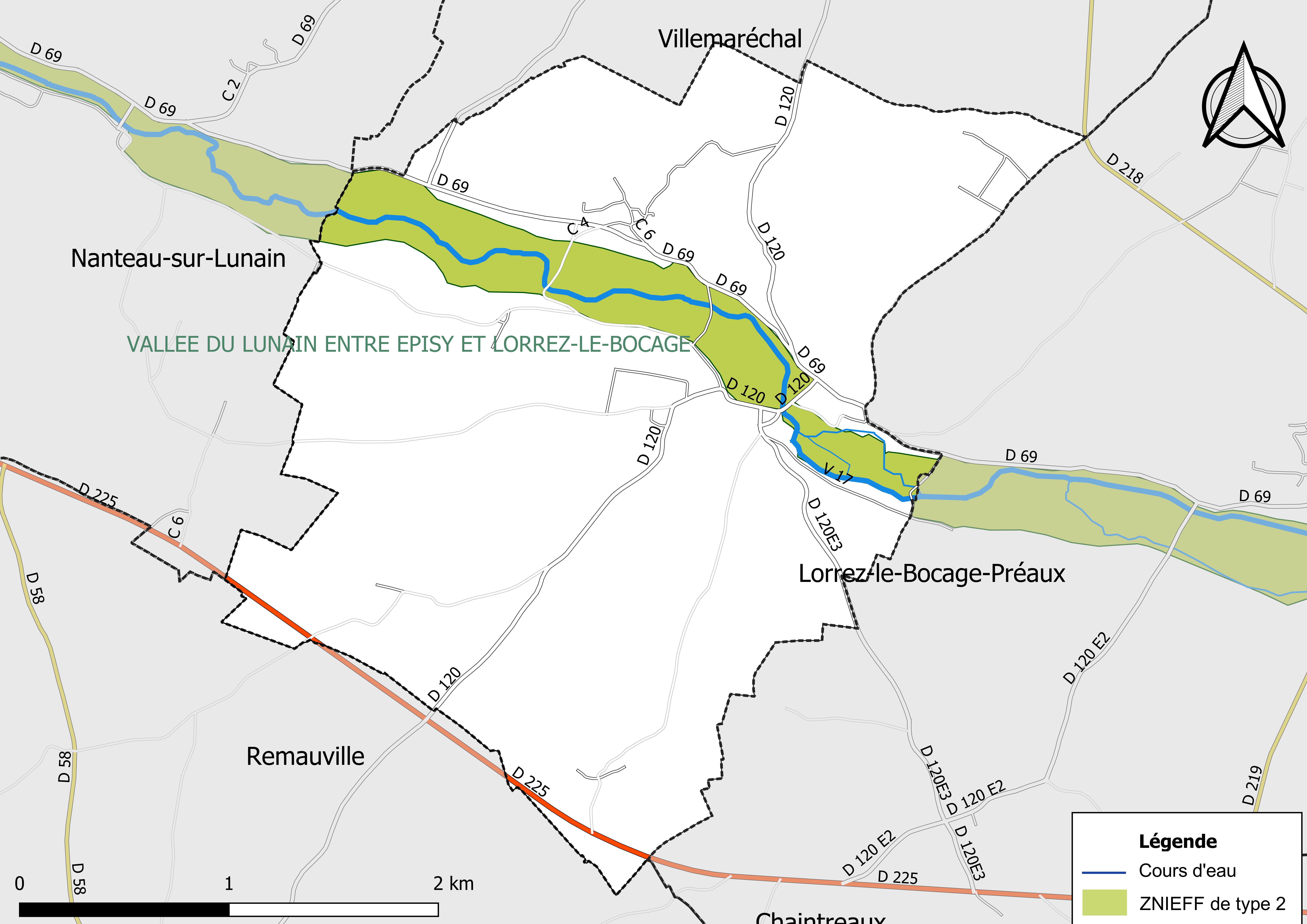
Carte des ZNIEFF de type 2 localisées sur la commune.

L’inventaire des zones naturelles d'intérêt écologique, faunistique et floristique (ZNIEFF) a pour objectif de réaliser une couverture des zones les plus intéressantes sur le plan écologique, essentiellement dans la perspective d’améliorer la connaissance du patrimoine naturel national et de fournir aux différents décideurs un outil d’aide à la prise en compte de l’environnement dans l’aménagement du territoire.
Le territoire communal de Paley comprend une ZNIEFF de type 2,,, 
la « vallée du Lunain entre Episy et Lorrez-Le-Bocage » (1 224,01 ha), couvrant 9 communes du département.

## Urbanisme

### Typologie
Au 1er janvier 2024, Paley est catégorisée commune rurale à habitat dispersé, selon la nouvelle grille communale de densité à sept niveaux définie par l'Insee en 2022.
Elle est située hors unité urbaine. Par ailleurs la commune fait partie de l'aire d'attraction de Paris, dont elle est une commune de la couronne,. Cette aire regroupe 1 929 communes,.

### Lieux-dits et écarts
La commune compte 108 lieux-dits administratifs répertoriés consultables ici dont la Noue Blondeau, Toussac, Tesnières, Hardy, Hautiboeuf, les Gros Ormes, les Ricordeaux.

### Occupation des sols
L'occupation des sols de la commune, telle qu'elle ressort de la base de données européenne d’occupation biophysique des sols Corine Land Cover (CLC), est marquée par l'importance des territoires agricoles (75,9 % en 2018), une proportion identique à celle de 1990 (75,9 %). La répartition détaillée en 2018 est la suivante : 
terres arables (62,2% ), forêts (24,1% ), zones agricoles hétérogènes (13,7 %).
Parallèlement, L'Institut Paris Région, agence d'urbanisme de la région Île-de-France, a mis en place un inventaire numérique de l'occupation du sol de l'Île-de-France, dénommé le MOS (Mode d'occupation du sol), actualisé régulièrement depuis sa première édition en 1982. Réalisé à partir de photos aériennes, le Mos distingue les espaces naturels, agricoles et forestiers mais aussi les espaces urbains (habitat, infrastructures, équipements, activités économiques, etc.) selon une classification pouvant aller jusqu'à 81 postes, différente de celle de Corine Land Cover,,. L'Institut met également à disposition des outils permettant de visualiser par photo aérienne l'évolution de l'occupation des sols de la commune entre 1949 et 2018.

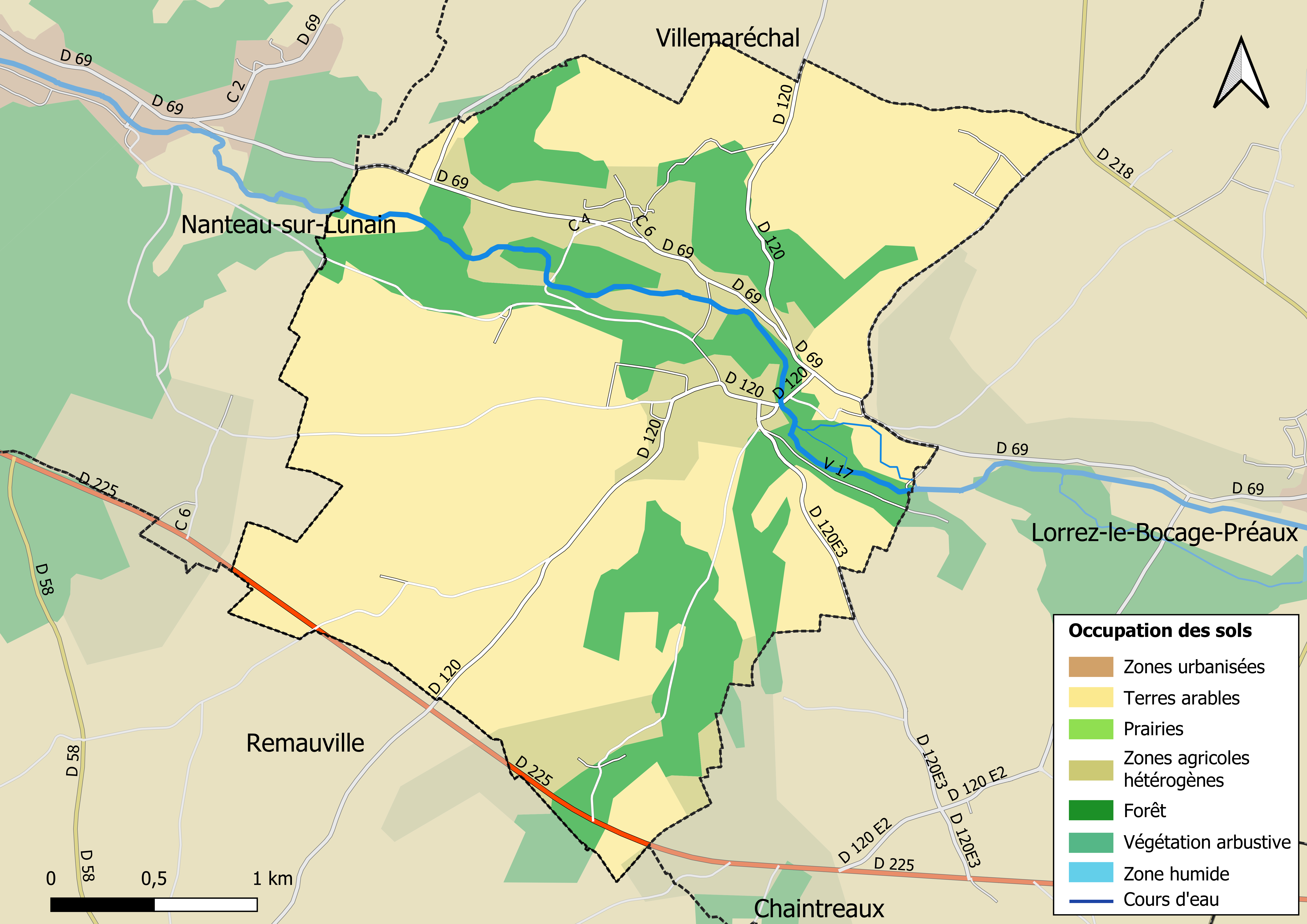
Carte des infrastructures et de l'occupation des sols en 2018 (CLC) de la commune.
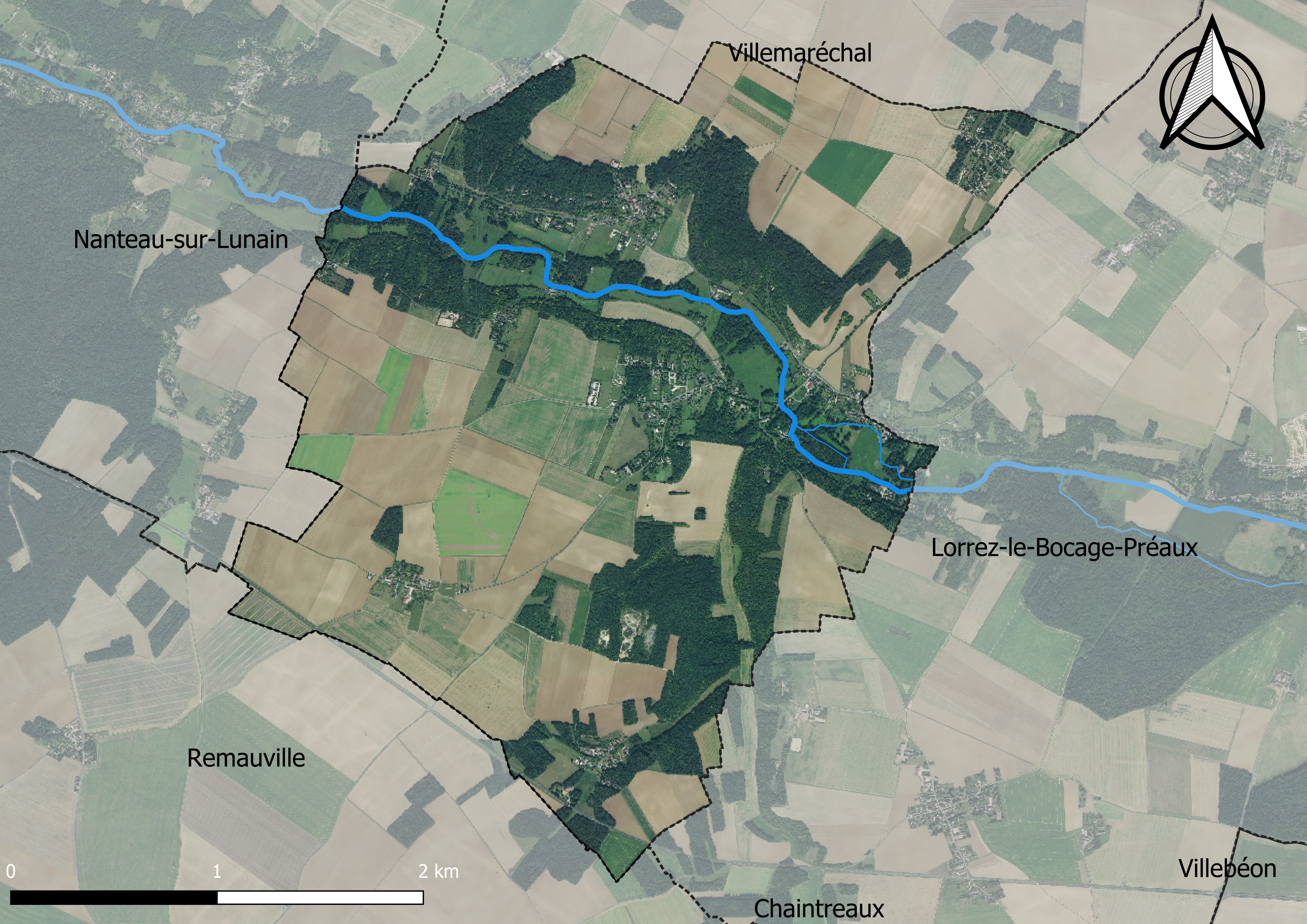
Carte orhophotogrammétrique de la commune.

### Planification
La loi SRU du 13 décembre 2000 a incité les communes à se regrouper au sein d’un établissement public, pour déterminer les partis d’aménagement de l’espace au sein d’un SCoT, un document d’orientation stratégique des politiques publiques à une grande échelle et à un horizon de 20 ans et s'imposant aux documents d'urbanisme locaux, les PLU (Plan local d'urbanisme). La commune est dans le territoire du SCOT Seine et Loing, dont le projet a été arrêté le 3 juillet 2019, porté par le syndicat mixte d’études et de programmation (SMEP) Seine et Loing rassemblant à la fois 44 communes et trois communautés de communes.
La commune disposait en 2019 d'un plan local d'urbanisme approuvé. Le zonage réglementaire et le règlement associé peuvent être consultés sur le Géoportail de l'urbanisme.

### Logement
En 2016, le nombre total de logements dans la commune était de 
261 dont 98,9 % de maisons et 0,8 % d’appartements.
Parmi ces logements, 69,7 % étaient des résidences principales, 20,3 % des résidences secondaires et 10 % des logements vacants.
La part des ménages fiscaux propriétaires de leur résidence principale s’élevait à 89 % contre 9,3 % de locataires et 1,6 % logés gratuitement,.

### Voies de communication et transports

#### Voies de communication
A6 : Échangeur no 16 Nemours à environ 13 kilomètres.

#### Transports
La gare SNCF la plus proche est  la gare de Nemours - Saint-Pierre, située à 19 kilomètres, (20 minutes). Elle est desservie par des trains de la ligne R du Transilien et par des trains TER.
La commune est desservie par 4 bus par jour de la ligne 9 de réseau de bus STILL, par 2 bus en toutes directions

## Toponymie
Le nom de la localité est mentionné sous les formes Paleium vers 1150 ; Palai en 1172 ; Pallai en 1173 ; Paloys en 1190 ; Palei en 1220 ; Paleiacum en 1230 ; Paleiz en 1288 ; Paleyacum vers 1350 (Pouillé) ; Palais en 1385 ; Palais en 1385 ; Paleiz en 1491 ; Palley en 1519 ; Pallay en Gastinoys en 1542 ; Palay en Gastinois en 1550 ; Pallay en 1604.
Le toponyme désignait un « lieu clôturé de pieux » (dérivé du latin palus « pieu » et du suffixe collectif etum).

## Politique et administration
| Période                                  | Période  | Identité             | Étiquette | Qualité              |
| ---------------------------------------- | -------- | -------------------- | --------- | -------------------- |
| mars 2008                                | En cours | Michel Cochin        |           |                      |
| Avant 2001                               | 2008     | Pierrette Desbouiges |           | Infirmière retraitée |
| Les données manquantes sont à compléter. |          |                      |           |                      |

## Équipements et services

### Eau et assainissement
L’organisation de la distribution de l’eau potable, de la collecte et du traitement des eaux usées et pluviales relève des communes. La loi NOTRe de 2015 a accru le rôle des EPCI à fiscalité propre en leur transférant cette compétence. Ce transfert devait en principe être effectif au 1er janvier 2020, mais la loi Ferrand-Fesneau du 3 août 2018 a introduit la possibilité d’un report de ce transfert au 1er janvier 2026,.

#### Assainissement des eaux usées
En 2020, la commune de Paley ne dispose pas d'assainissement collectif,.
L’assainissement non collectif (ANC) désigne les installations individuelles de traitement des eaux domestiques qui ne sont pas desservies par un réseau public de collecte des eaux usées et qui doivent en conséquence traiter elles-mêmes leurs eaux usées avant de les rejeter dans le milieu naturel. La commune assure le service public d'assainissement non collectif (SPANC), qui a pour mission de vérifier la bonne exécution des travaux de réalisation et de réhabilitation, ainsi que le bon fonctionnement et l’entretien des installations,.

#### Eau potable
En 2020, l'alimentation en eau potable est assurée par la commune qui gère le service en régie,,.
Les nappes de Beauce et du Champigny sont classées en zone de répartition des eaux (ZRE), signifiant un déséquilibre entre les besoins en eau et la ressource disponible. Le changement climatique est susceptible d’aggraver ce déséquilibre. Ainsi afin de renforcer la garantie d’une distribution d’une eau de qualité en permanence sur le territoire du département, le troisième Plan départemental de l’eau signé, le 3 octobre 2017, contient un plan d’actions afin d’assurer avec priorisation la sécurisation de l’alimentation en eau potable des Seine-et-Marnais. A cette fin a été préparé et publié en décembre 2020 un schéma départemental d’alimentation en eau potable de secours dans lequel huit secteurs prioritaires sont définis. La commune fait partie du secteur Bocage.

## Population et société
Les habitants sont appelés les Paleysiens.
L'évolution du nombre d'habitants est connue à travers les recensements de la population effectués dans la commune depuis 1793. Pour les communes de moins de 10 000 habitants, une enquête de recensement portant sur toute la population est réalisée tous les cinq ans, les populations de référence des années intermédiaires étant quant à elles estimées par interpolation ou extrapolation. Pour la commune, le premier recensement exhaustif entrant dans le cadre du nouveau dispositif a été réalisé en 2006.

En 2022, la commune comptait 481 habitants, en évolution de +14,52 % par rapport à 2016 (Seine-et-Marne : +3,92 %, France hors Mayotte : +2,11 %).
| 1793 | 1800 | 1806 | 1821 | 1831 | 1836 | 1841 | 1846 | 1851 |
| ---- | ---- | ---- | ---- | ---- | ---- | ---- | ---- | ---- |
| 333  | 321  | 324  | 346  | 440  | 504  | 497  | 498  | 534  |

| 1856 | 1861 | 1866 | 1872 | 1876 | 1881 | 1886 | 1891 | 1896 |
| ---- | ---- | ---- | ---- | ---- | ---- | ---- | ---- | ---- |
| 546  | 555  | 571  | 553  | 486  | 476  | 463  | 457  | 455  |

| 1901 | 1906 | 1911 | 1921 | 1926 | 1931 | 1936 | 1946 | 1954 |
| ---- | ---- | ---- | ---- | ---- | ---- | ---- | ---- | ---- |
| 418  | 411  | 367  | 361  | 341  | 308  | 298  | 304  | 266  |

| 1962 | 1968 | 1975 | 1982 | 1990 | 1999 | 2006 | 2011 | 2016 |
| ---- | ---- | ---- | ---- | ---- | ---- | ---- | ---- | ---- |
| 277  | 258  | 264  | 321  | 394  | 411  | 434  | 443  | 420  |

| 2021 | 2022 | - | - | - | - | - | - | - |
| ---- | ---- | - | - | - | - | - | - | - |
| 462  | 481  | - | - | - | - | - | - | - |

## Économie

### Secteurs d'activité

#### Agriculture
Paley est dans la petite région agricole dénommée la « Bocage gâtinais », à l'extrême sud du département. En 2010, l'orientation technico-économique de l'agriculture sur la commune est la culture de céréales et d'oléoprotéagineux (COP).
Si la productivité agricole de la Seine-et-Marne se situe dans le peloton de tête des départements français, le département enregistre un double phénomène de disparition des terres cultivables (près de 2 000 ha par an dans les années 1980, moins dans les années 2000) et de réduction d'environ 30 % du nombre d'agriculteurs dans les années 2010. Cette tendance se retrouve au niveau de la commune où le nombre d’exploitations est passé de 9 en 1988 à 6 en 2010. Parallèlement, la taille de ces exploitations augmente, passant de 56 ha en 1988 à 97 ha en 2010.
Le tableau ci-dessous présente les principales caractéristiques des exploitations agricoles de Paley, observées sur une période de 22 ans : 
|                                      | 1988 | 2000 | 2010 |
| ------------------------------------ | ---- | ---- | ---- |
| Dimension économique,                |      |      |      |
| Nombre d’exploitations (u)           | 9    | 6    | 6    |
| Travail (UTA)                        | 11   | 6    | 6    |
| Surface agricole utilisée (ha)       | 501  | 544  | 584  |
| Cultures                             |      |      |      |
| Terres labourables (ha)              | 489  | 525  | 564  |
| Céréales (ha)                        | 361  | 324  | 383  |
| dont blé tendre (ha)                 | 229  | 268  | 189  |
| dont maïs-grain et maïs-semence (ha) | 34   |      |      |
| Tournesol (ha)                       | 48   | s    | s    |
| Colza et navette (ha)                | 11   | 70   | 101  |
| Élevage                              |      |      |      |
| Cheptel (UGBTA)                      | 3    | 50   | 70   |

## Culture locale et patrimoine

### Lieux et monuments
- Église Saint-Georges (M.H.), XIIe siècle.
- Château de Paley
- Nombreux Polissoirs néolithiques dont les Polissoirs de la Forêt Noire et le Polissoir de la Roche au Diable ;deux sites  Classé MH (1923)

## Personnalités liées à la commune
- Jean Meckert, alias Jean Amila, écrivain dans la Série noire, né à Paris (Xe) le 24 novembre 1910, décédé à Lorrez-le-Bocage-Préaux, le 7 mars 1995, est enterré dans le cimetière communal.